# Arc Manche
 (janvier 2022).
L’Arc Manche (en anglais : Channel Arc, du nom du bassin maritime de la Manche) est une plateforme de coopération qui vise à regrouper tous les territoires autour de la Manche en France et au Royaume-Uni, dans le but de défendre les intérêts partagés de cet espace et d’y promouvoir la coopération franco-britannique. Elle permet aux acteurs locaux d’échanger des bonnes pratiques et de se concerter lorsqu’ils partagent des problématiques, notamment dans le domaine maritime. Ce réseau soutient également des projets binationaux à grande échelle susceptibles de bénéficier de fonds européens, tels que CAMIS. Créé en 1996, le réseau a été relancé en 2003.
Le réseau s'est arrêté avec le retrait du Royaume-Uni de l'Union européenne[réf. nécessaire].

## Données générales

### Géographie
La Manche est la mer la plus fréquentée au monde, notamment du fait de sa position stratégique d’entrée-sortie de l’Union européenne. Elle constitue un espace de liaison entre l’océan Atlantique, la mer du Nord et la mer Baltique, ce qui génère des flux de personnes et de marchandises considérables, et en fait l’une des principales zones d’échange au niveau européen.
Cela engendre une concentration des opportunités, mais aussi des risques maritimes, ce qui explique la coopération entre les collectivités françaises et anglaises qui bordent la Manche dans des domaines tels que la sécurité maritime, la prévention de la pollution et la préservation de la biodiversité.
La superficie de cet espace est de 112 519 km2, en comptant les 530 îles et îlots qu’il comprend.

### Démographie
La population totale de la zone était, en 2002, de 17 503 211 habitants, dont 5 445 000 au Royaume-Uni et 12 058 211 en France. La densité de population s’y élève à 212,1175 habitants/km2.

### Économie
PIB Total (1998-2000) : 364 829 millions d'euros
PIB par habitant (1998-2000) : 20 395 euros
L’économie de la zone est hétérogène. Les régions du Nord de la France sont très industrialisées, alors que l’économie du Sud de l'Angleterre repose essentiellement sur les secteurs du tourisme et des services. En France et Angleterre, la partie la plus à l’Ouest du territoire (Bretagne, Basse-Normandie, Cornouailles) a une composante rurale importante. La pêche est également, pour une partie du territoire, une activité importante. La zone compte en effet 18 quartiers maritimes et 50 ports de pêche de taille conséquente.
Le tourisme est une activité structurante de la zone : en 2004, près de 84 millions de touristes ont parcouru cet espace. 32 sites y sont classés au patrimoine mondial de l'UNESCO de l’UNESCO, comme le Littoral du Dorset et de l'est du Devon, Le Mont Saint Michel, ou la ville du Havre.

Le logo de l'Arc Manche

## Partenariat de l'Arc Manche

### Objectifs
Deux objectifs sont à l’origine de la promotion du réseau de coopération de l’Arc Manche.
1. Développer la reconnaissance de l’Arc manche vis-à-vis des acteurs politiques et institutionnels : privés, nationaux, communautaires. Cela passe par des interventions aux niveaux institutionnels européen et national, le renforcement d’une vision stratégique commune pour pouvoir peser sur la politique régionale de l'Union Européenne et pour que les spécificités de cet espace maritime y soient prises en compte.
2. Promouvoir et intensifier la coopération franco-britannique: en constituant un réseau d’acteurs sur les questions maritimes et côtières, en encourageant la coopération dans les domaines d’intérêt commun, en soutenant les échanges dans les domaines économique, social, culturel, et administratif.

### Chronologie
2001 – 2002 - Consultation des responsables politiques sur une relance de l'Arc Manche.
20 mars 2003 - Déclaration conjointe signée par les 5 Régions françaises de la Manche et 5 collectivités locales du sud-anglais.
2005 - Création de l'Assemblée des Régions de l'Arc Manche : Alain Le Vern, Président du Conseil régional de Haute-Normandie, en est élu Président et Brad Watson Vice-Président.
2004 - projet Espace Manche Development Initiative élaboré dans le cadre du programme européen Interreg.
2006 – À la suite du lobbying de l’Assemblée des Régions de l’Arc Manche auprès de l’Union européenne, éligibilité au programme européen de coopération transfrontalière de l'ensemble des territoires français et britanniques de la Manche. Première conférence des régions de l’Arc Manche à Fontwell Park (Sussex de l'Ouest). Présentation de la vision stratégique de l'espace Manche, réalisée dans le cadre du projet EMDI.
2007 – mise en place de la fédération des ports régionaux et locaux de la Manche, le 1er février 2007 à Saint-Brieuc. La présidence de l'Arc Manche revient à Brad Watson.
2008 – en juin, publication de l'ouvrage « Espace Manche, un monde en Europe », rédigé par Pascal BULEON et Louis SHURMER-SMITH, en décembre : Conférence des régions de l’Arc Manche à Folkestone sur l'adaptation au changement climatique dans les zones côtières.
2009 en juin - Approbation du projet CAMIS (Channel Arc Manche Integrated Strategy) dans le cadre du programme Interreg IV A France (Manche) - Angleterre. En décembre, conférence des régions de l’Arc Manche à Rouen « Quelles perspectives pour les économies côtières de l'espace Manche ? Le cas des villes petites et moyennes Situations, Tendances et Expériences locales »
2011 - Conférence des régions de l’Arc Manche 2011 à Fécamp : « Collectivités du littoral de la Manche : quelles actions et quels moyens face au risque de pollution maritime accidentelle ? » en parallèle avec le projet CAMIS. Adoption de la déclaration de Fécamp.

### Fonctionnement
L’Arc Manche n’a pas d’existence légale à proprement parler. Il ne s’agit pas d’une organisation avec des pouvoirs mais d’un réseau souple d’acteurs. Cependant, il a un règlement intérieur qui lui permet d’assurer son fonctionnement au quotidien.

#### Régions membres
Les membres de droit de l’Arc Manche sont les régions françaises et les autorités locales britanniques qui bordent la Manche. Les membres associés sont toutes les autres organisations situées sur ces territoires et désireuses de contribuer à la réalisation des objectifs de l’Assemblée des Régions de l'Arc Manche.
Membres de droit :
Nord-Pas-de-Calais, Picardie, Haute-Normandie, Basse-Normandie, Bretagne, Kent, Sussex de l'Ouest, Hampshire, Devon, Brighton and Hove, Unité autoritaire de Southampton.
Membres associés :
Sussex de l'Est et l'Ile de Wight

#### Bureau
Le Bureau est constitué du Président et du Vice-Président l’Assemblée des Régions de l’Arc Manche. Il s’agit respectivement d’Alain Le Vern, Président de la Région Haute-Normandie, et de Brad Watson, Officier de l'Ordre de l'Empire britannique, membre de l’exécutif du Comté du Sussex de l’Ouest. Ils sont élus par les membres de droit pour deux ans, en alternant entre la présidence française et la présidence britannique.
Le Président a pour mission, assisté par le Vice-Président, de représenter et de défendre les objectifs de l’Assemblée des Régions auprès des institutions européennes et nationales, d’élaborer des déclarations communes, et de s’assurer de la mise en œuvre des décisions.

#### La conférence de l’Arc Manche
Elle rassemble les membres de droit, les membres associés, et les organisations intéressées par l’Arc Manche. Elle tient sa réunion annuelle au cours de la première semaine de juillet, au cours de laquelle les membres peuvent échanger des bonnes pratiques et identifier les domaines de coopération potentielle.

#### Le comité exécutif
Il est composé de l'ensemble des membres de droit, et prend les décisions nécessaires à la réalisation des objectifs de l’Assemblée des Régions de l’Arc Manche. Il se réunit au moins deux fois par an, et ses décisions sont prises par consensus.

#### Secrétariat
Il est responsable de la gestion quotidienne, de la préparation et du suivi des travaux du comité exécutif et de la Conférence annuelle, ainsi que du site internet. (Il est actuellement assuré par la Région Haute-Normandie).

#### Financement
L’Arc Manche n’a pas de budget en tant que tel. Les moyens consacrés par ses membres au réseau de coopération sont principalement constitués de temps de travail et de quelques frais logistiques. Les fonds européens sont, eux, sollicités pour le financement de projets à l’échelle de la Manche.

## Projets
Grâce aux financements européens, notamment le FEDER, le programme de coopération Programme INTERREG France (Manche) - Angleterre soutient des projets de coopération franco-anglaise à différentes échelles. 173 Millions d’euros seront consacrés à la coopération franco-britannique dans la Manche entre 2007 et 2013. Le réseau Arc Manche porte la préparation et la mise en œuvre de grands projets structurants pour la zone, tels qu'EMDI ou CAMIS.

### EMDI
Le projet EMDI avait pour objectif, entre 2004 et 2008 et en réunissant 22 partenaires, de développer et de renforcer la coopération franco-britannique dans l’espace Manche. Cofinancé à hauteur de 48 % par le programme de coopération Interreg IIIB franco-britannique, le projet a mené :
- À l’élaboration d’une vision stratégique de l’espace Manche.
- Au lancement d’actions pilotes de coopération : tourisme, pêche et ressources halieutiques, gestion intégrée des zones côtières, sécurité maritime et intermodalité des transports, enseignement supérieur, recherche et développement et transfert de technologies ;
- À la publication de l’ouvrage bilingue Espace Manche, un monde en Europe en 2007 ;
- Aux cartes de la vision stratégique de l’espace Manche ;
- À l’Atlas Transmanche, collaboration franco-britannique de recherche sur l’espace Manche ;
- À la reconnaissance de l’espace Manche comme zone de coopération transfrontalière à part entière ;

### CAMIS

Le logo du projet CAMIS

Le projet CAMIS (2009-2013), d’un budget de 3,3 Millions d’euros, dont la moitié est financée par le programme Interreg IVA France (Manche)/Angleterre, rassemble 10 collectivités locales et 9 organisations.
Objectifs :
- promouvoir la spécificité de l’espace Manche dans les sphères locale, nationale et européenne ;
- améliorer la connaissance de cet espace dans de nombreux domaines (géographique, économique, biologique, …) ;
- développer l’intermodalité des transports ;
- développer l’innovation, la formation professionnelle et le développement économique ;
- créer des outils communs pour faciliter et améliorer la gestion de certains aspects de la zone maritime tels que le Forum transmanche, ou le centre de ressources communes ;
- à terme, développer et mettre en place une stratégie maritime intégrée dans l’espace Manche